# Árvores de interesse público

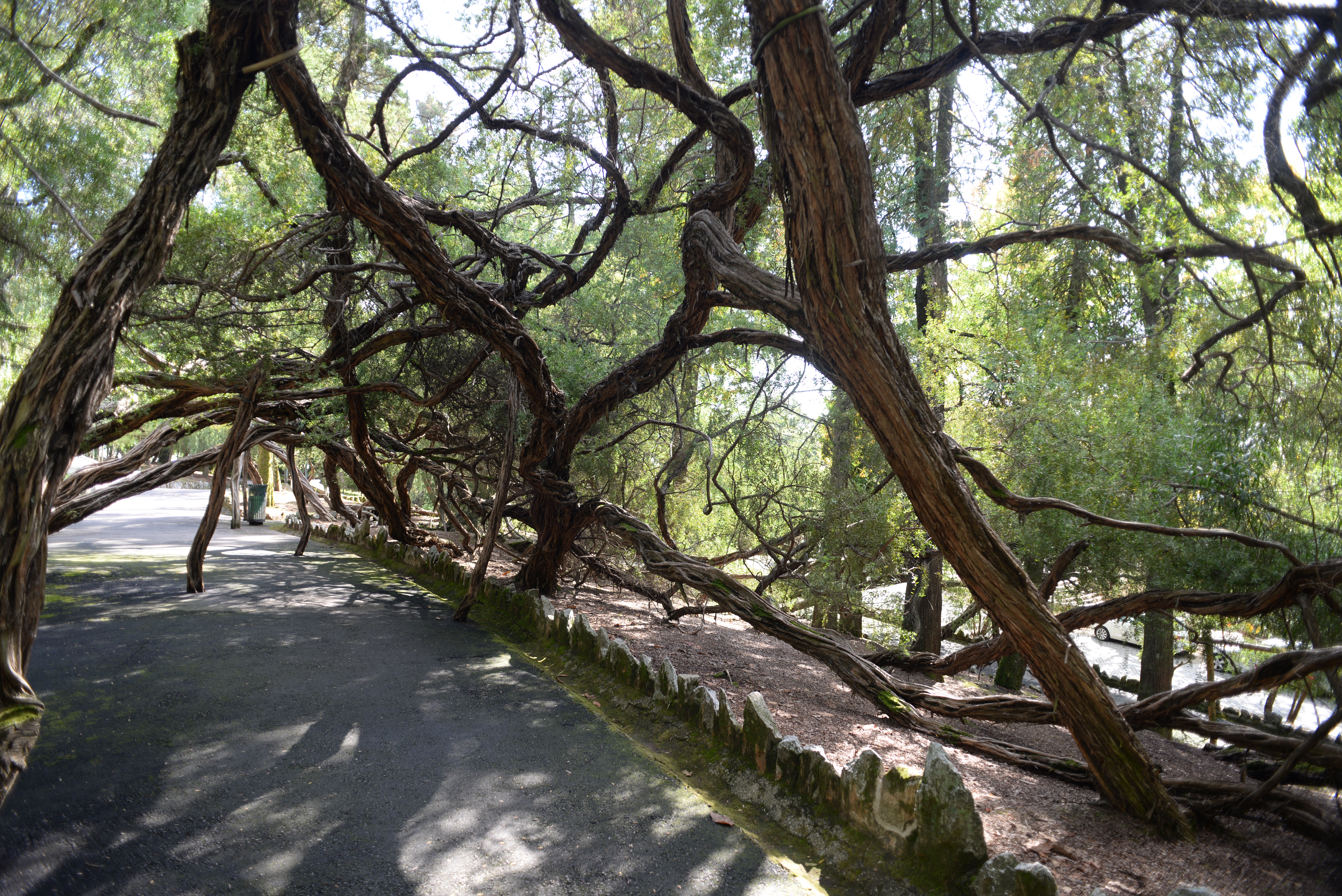
Conjunto arbóreo no Parque de La Salete, em Oliveira de Azeméis.

Árvore ou arvoredo de interesse público, também chamados de Monumentos vivos, são exemplares isolados ou conjuntos de árvores, que pela sua "representatividade, raridade, porte, idade, historial, significado cultural ou enquadramento paisagístico, possam ser considerados de relevante interesse público e se recomenda a sua cuidadosa conservação."
Em Portugal, árvores ou arvoredos classificados são protegidos pela Lei n.º 53/2012 e a Portaria n.º 124/2014, que definiu o mecanismo de classificação e desclassificação de árvores de interesse público e estabeleceu o Registo Nacional de Árvores de Interesse Público. A classificação é da responsabilidade do Instituto da Conservação da Natureza e das Florestas.
Anteriormente, árvores monumentais eram protegidas pelo Decreto-lei 28468, de 1938. A lei de 2012 revogou o decreto de 1938, sem definir os mecanismos de protecção, situação que deixou árvores monumentais desprotegidas e sujeitas a abates ou cortes inapropriados, até à aprovação do regulamento de 2014.

## Exemplos
- Oliveira do Mouchão - Oliveira com 3350 anos, a mais antiga de Portugal.[8]
- Freixo Duarte D'Armas - Freixo plantado há 500 anos em Freixo de Espada à Cinta.[9]